# Amber Nash
Amber Nash (Lilburn, 6 giugno 1977) è un'attrice e doppiatrice statunitense.
Attualmente recita nella serie animata Archer nei panni di Pam Poovey. Ha recitato anche nella serie animata Frisky Dingo nei panni di Valerie e Hooker. Nash ha una vasta esperienza in spettacoli teatrali. È cofondatrice del The Doug Dank Project al Push Push Theatre e fa parte del Catch 23.

## Biografia
Ha studiato alla Improv Olympic di Chicago e ha fatto teatro per circa 13 anni nella zona di Atlanta, in Georgia. Fa parte dell'Entrov Ensemble al Dad's Garage Theatre e The Laughing Matters. È sposata con l'attore Kevin Gillese con il quale collabora regolarmente a progetti comici attraverso la Dad's Garage Theatre Company.

## Filmografia

### Attrice

#### Cinema
- Axis, regia di Aisha Tyler (2017)

#### Televisione
- Mr. Robot – serie TV, 1 episodio (2017)

### Doppiatrice
- Frisky Dingo – serie animata, 14 episodi (2006-2008)
- Archer – serie animata (2009-in corso)
- Aqua Teen Hunger Force – serie animata, 1 episodio (2010)
- Squidbillies – serie animata, 1 episodio (2016)

## Doppiatrici italiane
Da doppiatrice è sostituita da:
- Emanuela Baroni in Archer

## Riconoscimenti
- Behind the Voice Actors Awards
  - 2013 – Candidatura come miglior insieme vocale in una serie televisiva – Commedia/Musical in Archer
  - 2014 – Candidatura come miglior insieme vocale in una serie televisiva – Commedia/Musical in Archer

- Indie Series Awards
  - 2016 – Candidatura come miglior comica in Hart of America